# Interestatal 580 (Nevada)
La Interestatal 580 (abreviada I-580) es una autopista interestatal ubicada en el estado de Nevada. La autopista inicia en el Sur desde la  I 80  Neil Road en Reno hacia el Norte en la  I 80     en Reno. La autopista tiene una longitud de 8 km (4.989 mi).

## Mantenimiento
Al igual que las carreteras estatales, las carreteras federales, la Interestatal 580 es administrada y mantenida por el Departamento de Transporte de Nevada por sus siglas en inglés Nevada DOT.

## Cruces
La Interestatal 580 es atravesada principalmente por la  US 395     en S. Virginia St..